# Werena z Zurzach
Werena z Zurzach, łac. Verena, kopt. Virina, 'z miasta' (ur. przed 250 w Tebach w Górnym Egipcie, zm. ok. 320 w Tenedo w Argowii) – dziewica, zakonnica, święta Kościoła katolickiego.

## Życie
Według tradycji do Italii przybyła wraz z Legią Tebańską. Była w Koblencji i Tenedo (późniejsze Zurzach, obecnie Bad Zurzach nad Renem w Szwajcarii), gdzie działała na rzecz ubogich. Uznawana za dobrodziejkę i uzdrowicielkę. Po decymacji legionu ok. 286 roku w Agaunum (dzisiejsze Saint-Maurice na terytorium Szwajcarii) miała zająć się pochówkiem żołnierzy, a następnie udała się do Solothurn, gdzie w międzyczasie śmierć męczeńską ponieśli legioniści Ursus i Wiktor. Stamtąd przeniosła się do pustelni w wąwozie pod miastem, nazwanym później jej imieniem (niem. Verenaschlucht, fr. Verena Gorge).

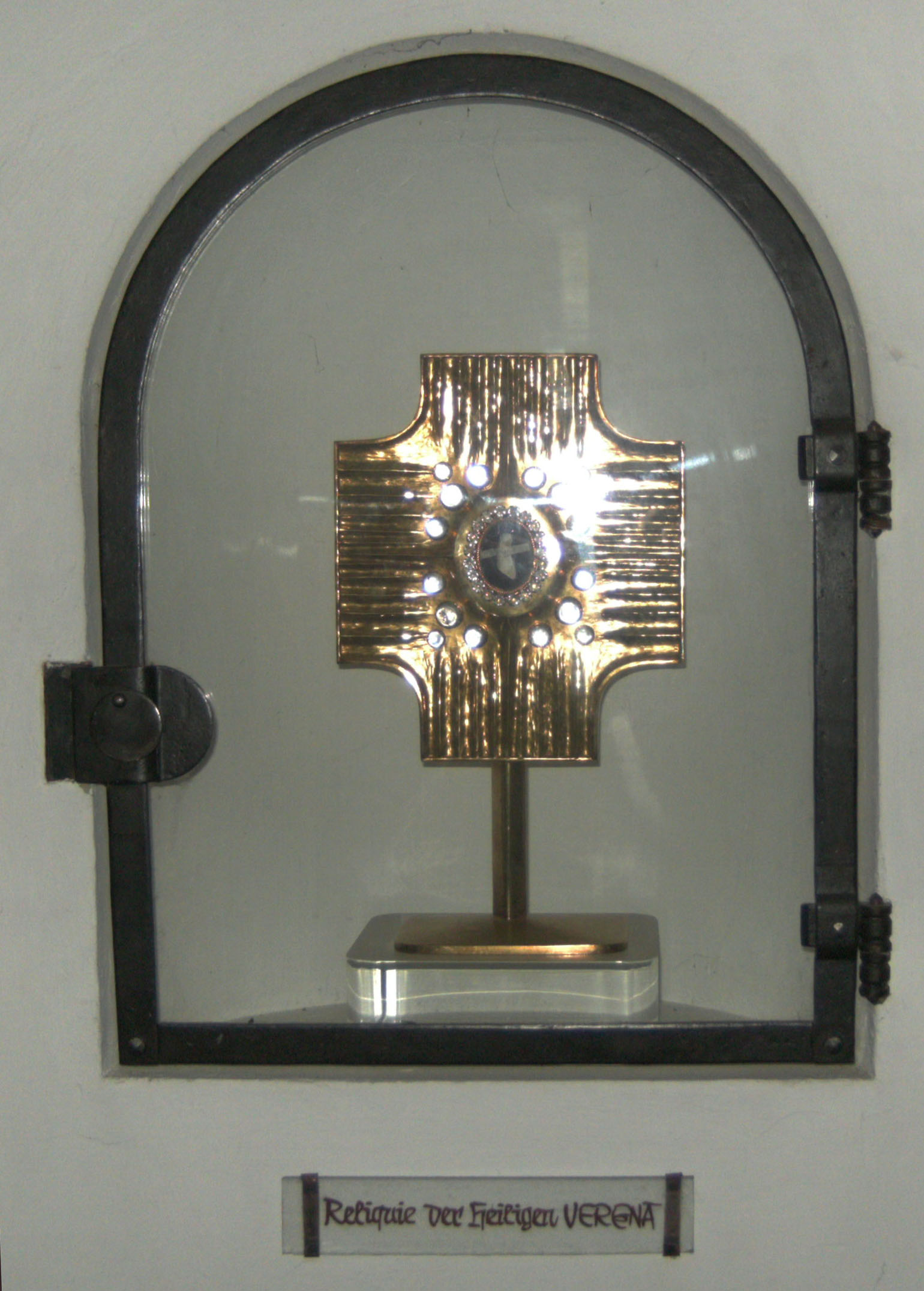
Relikwiarz św. Wereny w kościele parafialnym w Bad Zurzach.

Ze względu na swoje właściwości lecznicze do jej pustelni trafiali ludzie chorzy, którzy w wyniku jej działań (cudów) odzyskiwali zdrowie. Uznawana była przez nich już za życia osobą świętą. Wkrótce dołączyły do niej inne kobiety tworząc wspólnotę. Werena utrzymywała się ze sprzedaży rękodzieł i nawracała Alamanów na chrześcijaństwo. Za swoje działania została uwięziona przez gubernatora, jednak gdy zachorował a Werena przywróciła go do zdrowia zwrócił jej wolność. Udała się w dół ujścia rzeki Aare w Koblencji i na małej wyspie na Renie ponownie została pielęgniarką. Kolejnym celem jej podróży okazało się Tonedo. Tu została służącą księdza. Codziennie z dzbanem i grzebieniem udawała się za mury miasta myć trędowatych. Została oskarżona, że wynosi chleb i wino ubogim. Wówczas stał się cud i wino zamieniło się w wodę. Innym razem zaginął pierścień kapłana (krótko przed wielkim postem). Ukradł go sługa i ze strachu, aby rzecz nie wydała się, wrzucił go do Renu. Wkrótce rybak przyniósł rybę w darze, a Werena rozciąwszy ją odnalazła pierścień. Po tym wydarzeniu ksiądz przydzielił jej osobne pomieszczenie w miejskim budynku w której spędziła resztę życia pomagając chorym korzystając z wody leczniczej, dalej zajmując się pielęgniarstwem, myciem i czesaniem chorych, uzdrawianiem i namaszczaniem. Zbiór jej cudów został spisany w 1000 roku.

## Kult
Prawdopodobnie w V wieku na grobie świętej, na cmentarzu rzymskim, został zbudowany kościół nazwany jej imieniem, następnie m.in. był to kościół klasztorny (745) przekształcony później w klasztor w XIII wieku. Od 1876 (po przebudowach) jest kościołem parafialnym św. Wereny (niem. Verenamünster), w którym znajduje się jej krypta. Od X wieku, św. Werena była jedną z najbardziej czczonych świętych Szwajcarii, a do Zurzach odbywały się i odbywają nadal pielgrzymki korzystając z leczniczych właściwości wód.
Jest patronką diecezji Bazylea obok świętych Ursusa i Wiktora, żołnierzy z Legii. Patronuje biednym i potrzebującym, młynarzom, rybakom, marynarzom, gospodyniom na plebanii i parafianom. Jest orędowniczką przeciw chorobom oczu i na rzecz męskiego potomka.
Jej wspomnienie liturgiczne obchodzone jest za Martyrologium Rzymskim 1 września.
Relikwie (ramię) znajdują się w bogato złoconym relikwiarzu wykonanym przez złotników w XIV wieku.